# John W. Campbell
John Wood Campbell, Jr. (Newark, 8 de junho de 1910 — Mountainside, 11 de julho de 1971) foi um escritor e editor de ficção científica estadunidense.

## Carreira
Como escritor, utilizou seu próprio nome para escrever space operas e, sob o pseudônimo de Don A. Stuart, histórias de conteúdo menos pulp. Todavia, a principal contribuição de Campbell para o campo da ficção científica foi seu trabalho como editor da Astounding Science Fiction, posto que ele reteve de fins de 1937 até a data de sua morte. Neste papel, ele é geralmente creditado como tendo ajudado a criar a chamada Idade de Ouro da Ficção Científica, a qual teria começado com o número de julho de 1939 da Astounding. Isaac Asimov, em sua autobiografia, chama Campbell de "a mais poderosa força de toda a ficção científica, e em seus primeiros dez anos de editoria, dominou completamente o campo". Todavia, na época de sua súbita e inesperada morte, após 34 anos ao leme da Astounding, sua personalidade bizarra e suas exigências editoriais ocasionalmente excêntricas haviam provocado tal estranhamento entre um bom número de seus mais ilustres escritores, como Asimov e Robert A. Heinlein, que há muito eles já haviam deixado de lhe submeter novos trabalhos.

## Obras
As datas indicam a primeira publicação em livro.

### Romances eamálgamas de contos
- The Mightiest Machine (1947)
- The Incredible Planet (1949)
- The Black Star Passes (1953)
- Islands of Space (1956)
- Invaders from the Infinite (1961)
- The Ultimate Weapon (1966)

### Coletâneas e antologias de contos
- Who Goes There? (1948)
- The Moon is Hell (1951)
- Cloak of Aesir (1952)
- The Planeteers (1966)
- The Best of John W. Campbell (1973)
- The Space Beyond (1976)
- The Best of John W. Campbell (1976) (Difere da versão de 1973)
- A New Dawn: The Don A. Stuart Stories of John W. Campbell, Jr. (2003)

### Livros organizados por Campbell
- From Unknown Worlds (1948)
- The Astounding Science Fiction Anthology (1952)
- Prologue to Analog (1962)
- Analog I (1963)
- Analog II (1964)
- Analog 3 (1965)
- Analog 4 (1966)
- Analog 5 (1967)
- Analog 6 (1968)
- Analog 7 (1969)
- Analog 8 (1971)

### Não ficção
- Collected Editorials from Analog (1966)
- The John W. Campbell Letters, Volume 1 (1986)